# 알바니아 U-23 축구 국가대표팀
알바니아 U-23 축구 국가대표팀(알바니아어: Kombëtarja shqiptare nën-23 e futbollit)은 알바니아를 대표하는 23세 이하의 축구 국가대표팀으로, 알바니아의 축구 관리 기관인 알바니아 축구 협회의 관리를 받는다. 1969년부터 1976년까지 발칸 청소년 선수권 대회에 참가했으며, 1974년에는 대회 준우승을 차지했다.